# Hrob Jerzyho Popiełuszka

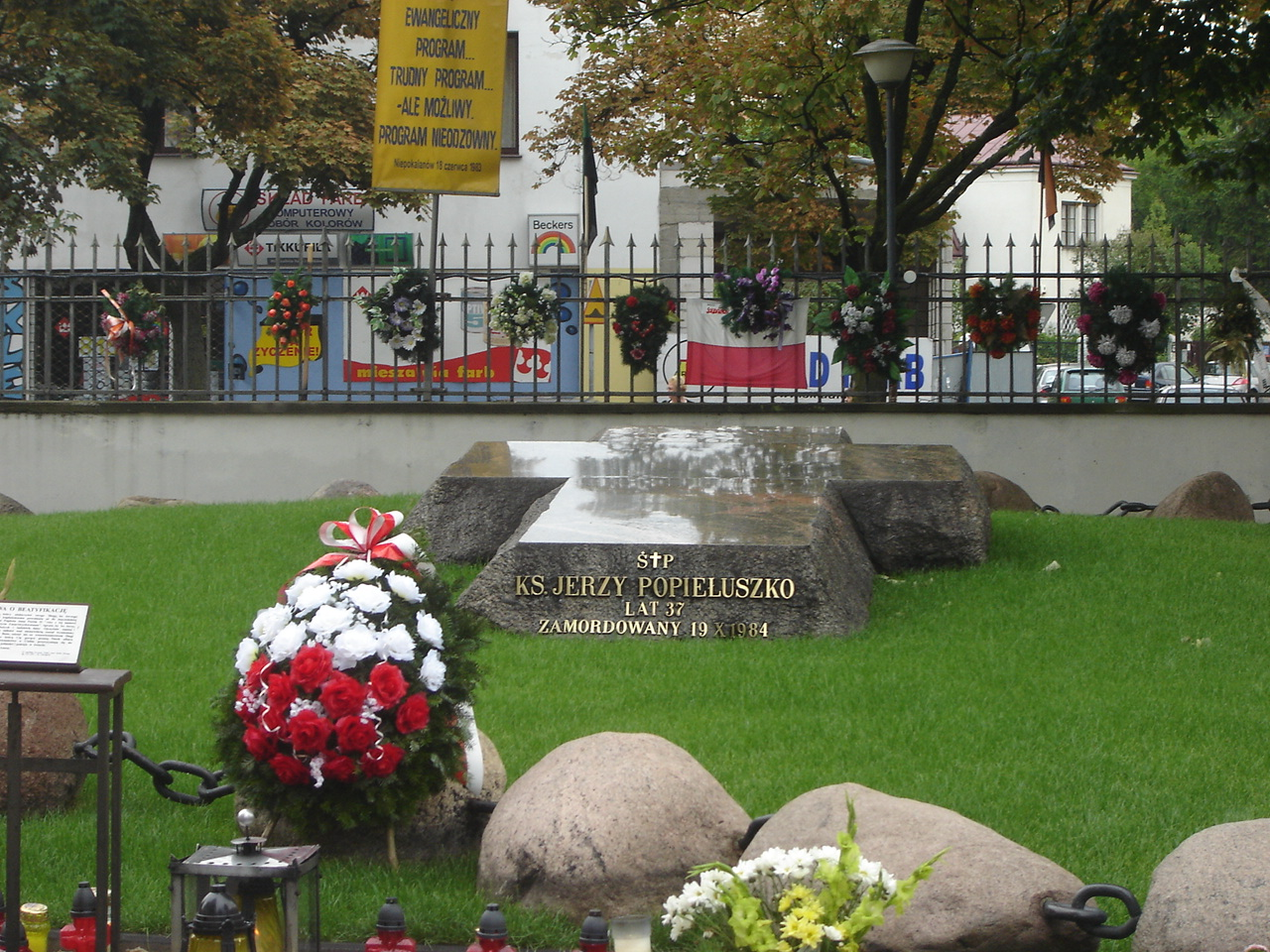
Hrob blahoslaveného otce Jerzyho Popiełuszka v Polsku

Hrob blahoslaveného otce Jerzyho Popiełuszka (polsky: Grób bł. ks. Jerzego Popiełuszki) je monumentální náhrobek polského kněze Jerzyho Popiełuszka, navržený Jerzym Kalinou, který se nachází ve Varšavě. Popiełuszko měl být pohřben na hřbitově Powązki. Farář varšavského kostela sv. Stanislava Kostky P. Teofil Bogucki, věřící a četní přátelé zavražděného kaplana však požádali primase Józefa Glempa, aby Popiełuszka pohřbil v kostele.

## Pozadí
Jerzy Popiełuszko, kaplan hnutí Solidarita, byl rezidentem a vikářem této farnosti a v tomto kostele sloužil mše za Polsko (1982–1984), během nichž kázal poselství "Nedovolte, aby vás zlo přemohlo, ale přemáhejte zlo dobrem". Dne 19. října 1984 byl zavražděn bezpečnostní službou.
Pamětní hrob Popiełuszka se nachází v areálu kostela sv. Stanislava Kostky na ulici Stanisława Hozjusze 2 ve varšavské čtvrti Żoliborz. Hrobka se nachází pod velkým stromem, poblíž východního rohu oploceného areálu kostela.
Hrobka má tvar pohřební mohyly s žulovou deskou ve tvaru kříže na vrcholu. V bezprostřední blízkosti hrobu, na jednom ze stromů, se nachází krucifix, jehož tvůrcem je Gustaw Zemła. Hrob je obklopen růžencem z dlažebních kostek uspořádaných do tvaru polských bordur. Spojovacím článkem je korunovaná orlice s Černá madona čenstochovská na prsou.
Odhaduje se, že do roku 2009 navštívilo toto místo asi 18 milionů lidí. Mezi těmi, kdo se modlili u hrobu, byli:
- Papež Jan Pavel II.
- Kardinál Joseph Ratzinger (papež Benedikt XVI.)
- Kardinál Karl Lehmann, předseda Německé biskupské konference
- Kardinál Jean-Marie Lustiger, pařížský arcibiskup
- kardinál Christoph Schönborn, arcibiskup vídeňský, předseda Rakouské biskupské konference
- Kardinál William Joseph Levada, prefekt Kongregace pro nauku víry
- Prezident České republiky Václav Havel
- Gruzínský prezident Michail Saakašvili
- Prezident Spojených států George W. Bush
- Premiérka Spojeného království Margaret Thatcherová
- Italský premiér Giulio Andreott
- Maďarský premiér Viktor Orbán
- Předseda Evropského parlamentu Hans-Gert Pöttering